# Terakoya
 (janvier 2013).
Si vous disposez d'ouvrages ou d'articles de référence ou si vous connaissez des sites web de qualité traitant du thème abordé ici, merci de compléter l'article en donnant les références utiles à sa vérifiabilité et en les liant à la section « Notes et références ».
Les terakoya (寺子屋, « temple école ») étaient des institutions privées qui enseignaient l'écriture et la lecture aux enfants japonais au cours de l'époque d'Edo.

## Histoire

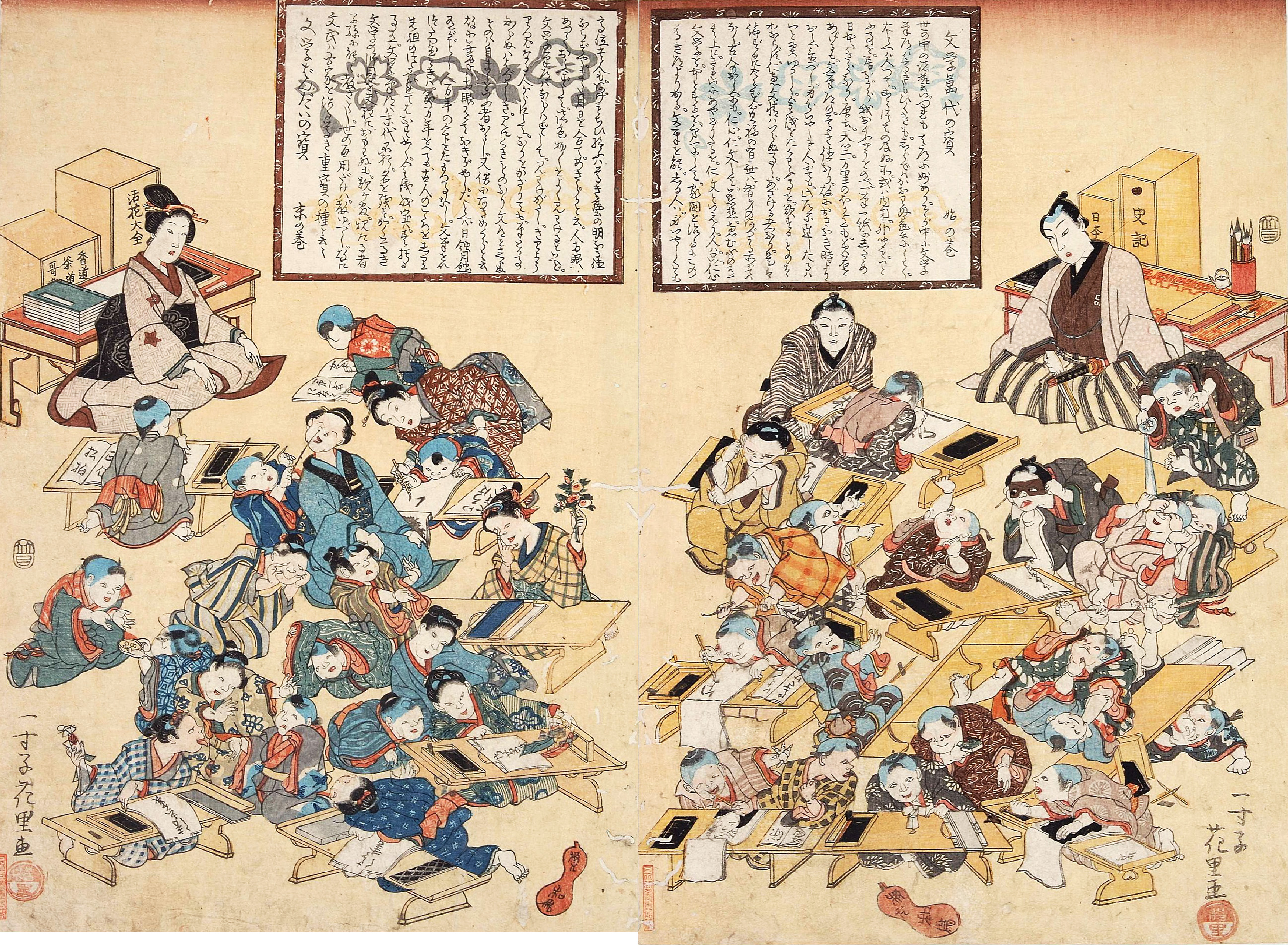
Terakoya pour filles (époque d'Edo).

Les premiers terakoya ont fait leur apparition au début du XVIIe siècle comme extension des structures scolaires des temples bouddhistes. Avant la période Edo, les écoles publiques étaient destinées aux enfants des samouraïs et des familles de dirigeants. Mais l'élévation de la classe marchande au milieu de la période Edo a amplifié la popularité des terakoya, car elle était très implantée dans les grandes villes comme Edo et Osaka, ainsi que dans les régions rurales et côtières. À Edo, le taux de fréquentation des terakoya a atteint 70 % des enfants à la fin du XVIIIe siècle et au début du XIXe siècle. Les terakoya ont été supprimés pendant l'ère Meiji, quand le gouvernement a installé un nouveau système d'éducation (学制, gakusei) en 1872, avec des écoles publiques pour tous afin de donner une éducation de base à la population entière.

## Programme d'études

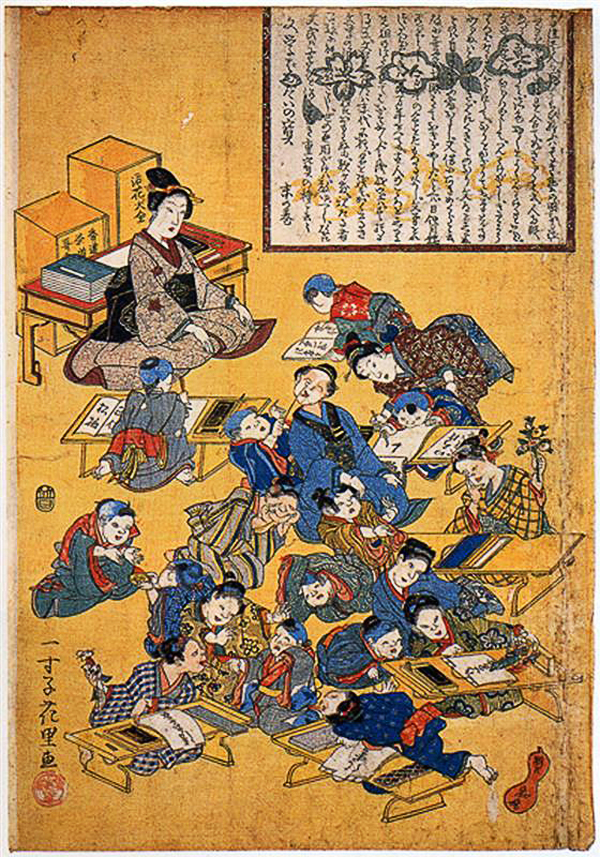
Terakoya for girls

L'enseignement des terakoya était concentré sur la lecture et l'écriture, mais il était composé d'autres disciplines, comme savoir compter (soroban), l'histoire, et la géographie. Ils formaient également les filles en couture, en cérémonie du thé, en arrangement floral (ikebana) et d'autres arts et disciplines. Les classes avaient habituellement lieu chez les samouraïs, les prêtres bouddhistes ou même chez les citoyens plus communs. Les enseignants, appelés shishō (師匠) ou tenarai-shishō (手習い師匠) étaient la plupart du temps des hommes du peuple, mais certains étaient samouraïs ou moines bouddhistes. L'administration était souvent prise en charge par les professeurs eux-mêmes. Quelques terakoya ont été administrés par des prêtres shinto ou des médecins.
À la différence des écoles populaires qui enseignaient principalement des formations nécessaires dans la vie quotidienne, les terakoya offraient un plus haut niveau d'éducation. Le programme d'études commençait par des cours de calligraphie, où les élèves recopiaient les exemples des instructeurs, tehon (手本). Une fois que les bases de l'écriture étaient maîtrisées, les élèves accédaient à des manuels connus sous le nom d'« ōraimono » (往来物), dont l'apparition remonte à la période Heian, et étaient principalement employés pour l'éducation des samouraïs. Ces livres étaient compilés par des hommes de lettres japonais et étaient écrits en kanjis et en kanas. Ils contenaient des enseignements utiles dans la vie quotidienne, comme les tâches ménagères, l'art de la conversation ou encore des valeurs morales, de l'histoire et de la géographie, qui dépassaient souvent les dimensions sociales des étudiants.
Bien que seulement une poignée de terakoya offrit des cours de commerce pour les enfants de la classe marchande, le calcul avec le boulier (soroban) est devenu de plus en plus populaire à la fin de l'époque d'Edo.
Avec le système des terakoya et des écoles han, la population japonaise avait un bon niveau d'instruction à la fin de la période Edo. Il n'y a aucune statistique fiable, mais on estime que 50 % des hommes et 20 % des femmes savaient lire, écrire et compter.